# Guiry-en-Vexin
Guiry-en-Vexin ist ein Ort und eine nordfranzösische Gemeinde mit 151 Einwohnern (Stand 1. Januar 2022) im Département Val-d’Oise in der Region Île-de-France (Frankreich).

## Lage
Der Ort Guiry-en-Vexin liegt in einer Höhe von circa 100 m ü. d. M. circa 55 Kilometer (Fahrtstrecke) nordwestlich von Paris in der Landschaft des Vexin nahe der Grenze zur Normandie. Das Gemeindegebiet gehört zum Regionalen Naturpark Vexin français.

## Bevölkerungsentwicklung
| Jahr      | 1800 | 1851 | 1901 | 1954 | 1999 | 2013 |
| Einwohner | 161  | 157  | 124  | 125  | 175  | 171  |

Die zunehmende Mechanisierung der Landwirtschaft hat kaum erkennbare Auswirkungen auf die Einwohnerzahl der Gemeinde gehabt.

## Wirtschaft
In früheren Jahrhunderten lebten die Einwohner als Selbstversorger vom Ertrag ihrer Felder und Gärten; auch Viehzucht wurde in geringem Umfang betrieben. Landwirtschaft und Kleinhandel spielen auch heute noch die größte Rolle im Wirtschaftsleben der Gemeinde.

## Geschichte
Bereits in der Jungsteinzeit gab es erste feste Siedlungen, aber auch die Anwesenheit von Jägern und Hirten ist anzunehmen. Aus gallorömischer Zeit sind die Grundmauern eines Landgutes (villa rustica) freigelegt worden; auch Keramikfunde aus dieser Zeit wurden gemacht. Aus der Zeit der Merowinger stammen der älteste überlieferte Ortsname (Wuarnaco in pago vilcassino) sowie mehrere in der Umgebung gefundene Grabstelen. Im 13. Jahrhundert entstand die erste nachweisbare Kirche des Ortes, die im 16. Jahrhundert durch einen Neubau ersetzt wurde.

## Sehenswürdigkeiten

### Innerhalb der Gemeinde

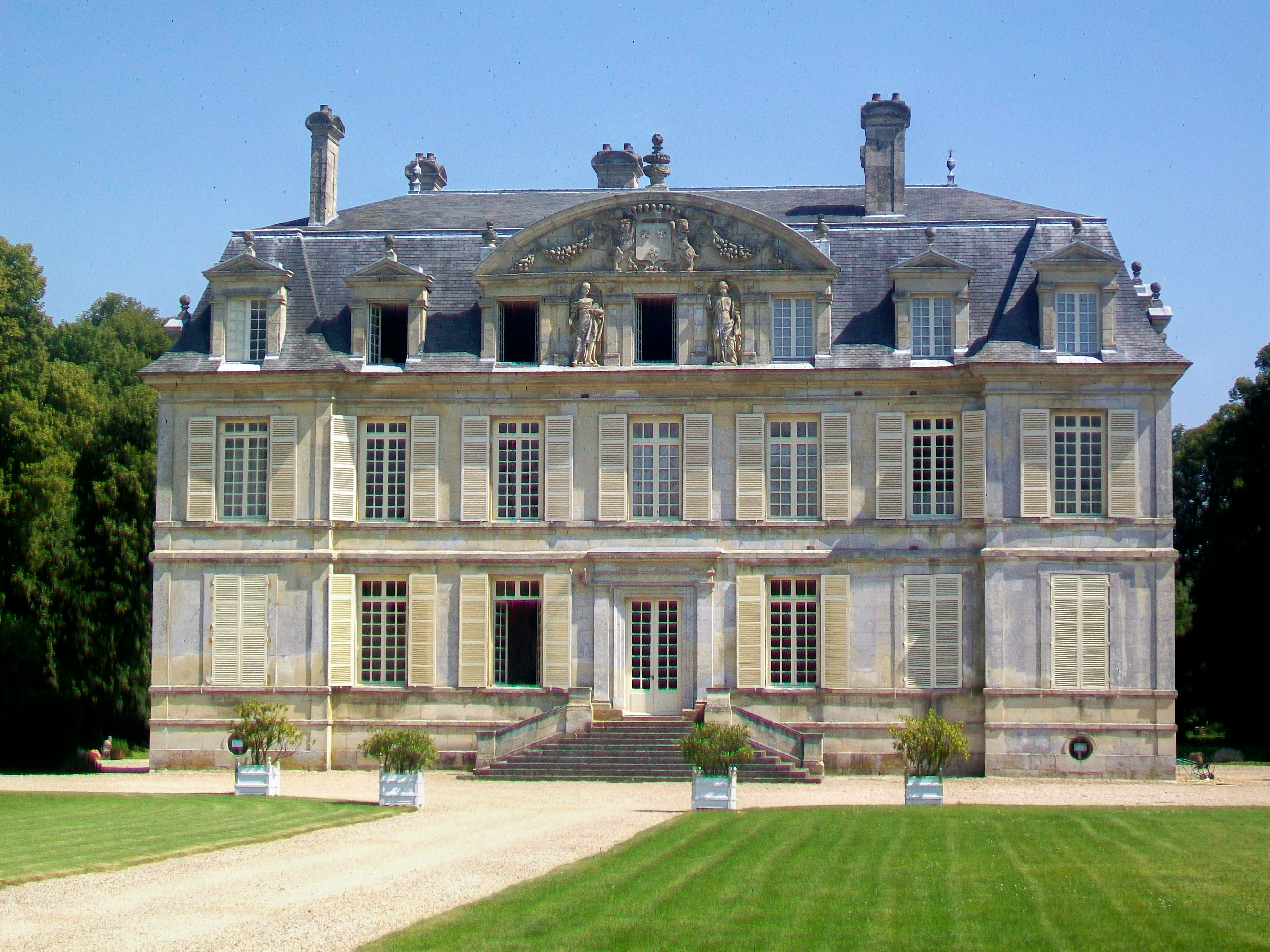
Schloss von Guiry

- Die größtenteils um die Mitte des 16. Jahrhunderts erbaute Pfarrkirche (Église Saint-Nicolas) beeindruckt durch ihren von mächtigen Strebepfeilern stabilisierten Westturm, der allerdings – mit Ausnahme des Renaissanceportals und der haubenartigen Bekrönung – noch dem 14. Jahrhundert zuzuordnen ist. Die Joche des Kirchenschiffs sind von einem Kreuzrippengewölbe überspannt. Die Kirche ist seit dem Jahr 1958 als Monument historique anerkannt.[1]
- Ein in der Nähe stehender Calvaire mit einem gedrehten Schaft wurde im 19. Jahrhundert errichtet. Es wurde im Jahr 1985 als Monument historique anerkannt.[2]
- Das Schloss Guiry ist ein zweigeschossiger herrschaftlicher Landsitz aus der zweiten Hälfte des 17. Jahrhunderts, der nach Plänen des Architekten François Mansart entstand. Charakteristisch ist das mit Lukarnenfenstern bestückte Mansardendach, dessen Mittelteil in einer großen Lunette abschließt, die das von zwei stehenden Löwen gehaltene Wappen der ehemaligen Besitzer zeigt; daneben befinden sich Festons. Der Schlossbau befindet sich in Privatbesitz und ist seit dem Jahr 1942 als Monument historique anerkannt.[3]
- Das im Jahr 1983 eröffnete Musée archéologique du Val d’Oise zeigt eine Vielzahl von prähistorischen, antiken und frühmittelalterlichen Funden aus der Region.
- Vom seit dem Jahr 1950 ebenfalls als Monument historique eingestuften Château du Cabin stehen nur noch Ruinen.[4]

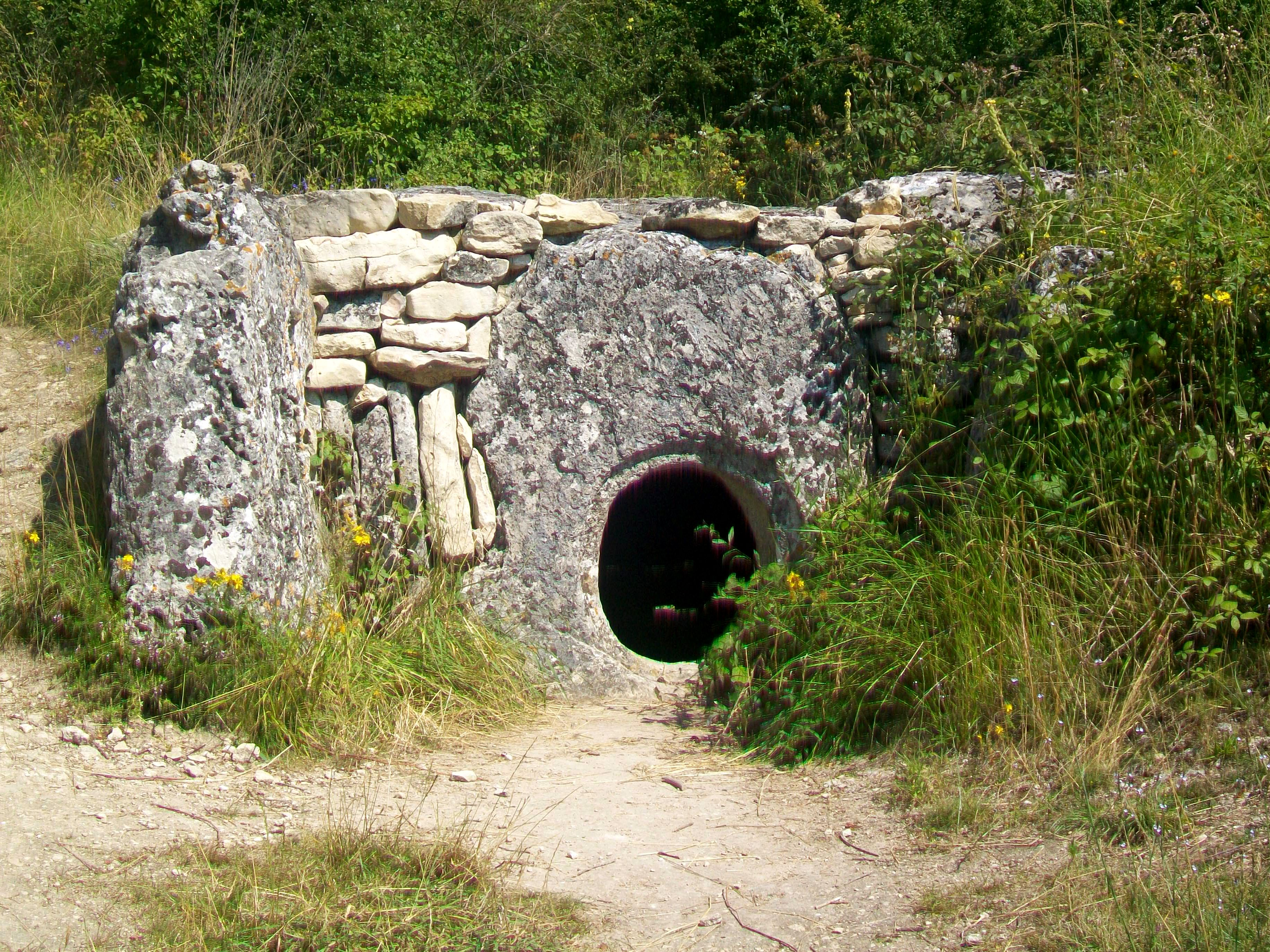
Ganggrab im Bois Couturier

### Außerhalb der Gemeinde
- Ein eigenartig geformtes steinernes Wegkreuz (49° 7′ 11,4″ N, 1° 51′ 28,2″ O) aus dem Jahr 1855 steht seit 1950 ebenfalls unter Denkmalschutz.[5]
- Das etwa zwei Kilometer nördlich des Ortes gelegene Galeriegrab im Bois Couturier (49° 7′ 3,6″ N, 1° 50′ 39″ O) mit seinem stöpselförmigen Verschlussstein wird manchmal auch als Dolmen bezeichnet; es wurde im Jahr 1915 unter der Leitung von Adrien de Mortillet, dem Sohn Gabriel de Mortillets, ausgegraben und gehört der um 2000 v. Chr. datierten Seine-Oise-Marne-Kultur an. Die Grabkammer misst ca. 7 × 2 m; der 158 kg schwere „Stöpsel“ wird im Museum von Guiry ausgestellt, ein Abguss befindet sich im Nationalmuseum in Saint-Germain-en-Laye. Das Steingrab ist seit dem Jahr 1958 als Monument historique anerkannt.[6]